# خراج بارد
خراج بارد (بالإنجليزية: Cold abscess)‏ هو خراج سُلي في العادة يكون تطوره بطيئاً ويظهر قليلا من الاحمرار والألم والحرارة الموضعية.
يشير إلى الخراج الذي يفتقر إلى التهاب شديد، غالبا ما يكون بسبب البكتيريا مثل السل والفطريات مثل فطار برعمي التي لا تميل إلى تحفيز التهاب حاد.
وتظهر بشكل نموذجي عند اللذين يعانون من متلازمة ارتفاع الغلوبيولين المناعي E حتى عندما يكونون مصابين بعدوى المكورة العنقودية الذهبية التي تسبب خراجا نموذجيا («حارا») عند الآخرين الذين لا يعانون من المتلازمة.

## أعراضه
1. غير مصاحب بارتفاع درجة حرارة الجلد الذي يعلو الخراج الحار.
2. غير مؤلم.
3. لونه مائل إلى إلى الاحمر الباهت.
4. ومليء بالقيح.

ويكون في أي مكان مثلا: تحت الجلد، في الفقرات والعين وغير ذلك  ويعالج كما يعالج الخراج العادي «الحار» وذللك بـ:
إعطاء العقاقير المضادة للبكتيريا ومن إجراء عملية جراحية لتصريف الصديد المتجمع داخل الخراج.